# Tomba della Fibula d'oro
La tomba della Fibula d'oro è un'antica sepoltura etrusca situata nella necropoli di Vetulonia, nei pressi dell'omonimo centro abitato del comune di Castiglione della Pescaia.

## Storia e descrizione
Databile alla seconda metà del VII secolo a.C., è una delle quattro grandi tombe visitabili poste lungo la strada che dalla Scala Santa conduce alla strada provinciale di Macchiascandona. Rispetto alle altre tre (Belvedere, Pietrera e Diavolino II), la tomba della Fibula d'oro si trova in posizione più isolata, raggiungibile attraverso una deviazione che porta alla via dell'Agnone.
La sepoltura presenta una singola camera a pianta rettangolare, preceduta da un dromos di accesso lungo circa 5 metri. La struttura è realizzata con la locale pietra alberese. La copertura della tomba doveva essere a tumulo, ma nulla resta della cupola, se non alcune tracce del tamburo.
La tomba ha restituito anche alcuni corredi sacri, tra cui la fibula d'oro che le dà il nome, realizzata con la fine tecnica di  granulazione perfezionata dagli orafi vetuloniesi del pulviscolo; sulla fibula, i granuli in oro compongono una fila di animali fantastici che testimoniano un connubio tra arte orientale e gusto locale. I reperti sono conservati al Museo civico archeologico Isidoro Falchi di Vetulonia.